# Marcallo con Casone
Marcallo con Casone – miejscowość i gmina we Włoszech, w regionie Lombardia, w prowincji Mediolan.
Według danych na rok 2004 gminę zamieszkiwały 5192 osoby, 649 os./km².